# Random House
La Random House, Inc. è una casa editrice statunitense. È stata acquistata nel 1998 dalla tedesca Bertelsmann, una delle maggiori società multimediali del mondo, e ne è diventata la marca ombrello per l'editoria.
Il marchio è ora usato congiuntamente dalla casa editrice statunitense Penguin Random House e dalla tedesca Verlagsgruppe Random House GmbH, entrambe controllate della Bertelsmann.

## Random House USA
La Random House è stata fondata nel 1927 dagli statunitensi Bennett Cerf, Christopher Coombes e Donald Klopfer, due anni dopo il loro acquisto della casa editrice Modern Library. La Modern Library era una casa editrice che si occupava di ristampe di classici della letteratura fondata da Albert Boni e Horace Liveright.
Il nome "Random House" nacque, come racconta Bennett Cerf, dopo l'acquisto della Modern Library. Discutendo con i soci pensava di farne un'attività secondaria e pubblicare alcuni libri a caso (in inglese "a caso" si dice: random). Bennett Alfred Cerf (1898-1971) era popolare negli Stati Uniti. Generazioni di bambini hanno letto il suo Book of Riddles (libro degli indovinelli tradotto anche in italiano) ma la sua presenza sui media era più ampia, sia sulla stampa come columnist che in televisione. Partecipò come concorrente al noto telequiz americano What's My Line? (dal 1951 al 1967).

Gli accadde anche un "incidente editoriale". Nel 1939 rimandò a "data da destinarsi" la pubblicazione dell'opera Whose names are unknown (I loro nomi sono sconosciuti) di Sanora Babb per non oscurare "Furore" di John Steinbeck, appena pubblicato, che stava avendo un grande successo editoriale e trattava argomenti simili. In realtà l'opera non fu poi pubblicata anche se lo stesso Cerf e molti critici la consideravano un capolavoro. L'opera della Babb rimase negli archivi della Random House; fu riscoperta e pubblicata nel 2004 dalla casa editrice dell'Università dell'Oklahoma.

Il suo socio e amico Donald Klopfer (1902-1986) nella casa editrice si occupava prevalentemente di amministrazione. Durante la Seconda guerra mondiale, dopo l'Attacco di Pearl Harbor, lascia la Random House per aiutare il suo Paese. Klopfer verrà trasferito in Inghilterra come ufficiale dei servizi segreti.

I due bibliofili rimarranno in contatto e la loro corrispondenza epistolare dal 1942 al 1945 verrà pubblicata nel volume Dear Donald, Dear Bennett.
La casa editrice pubblicò nel 1934 la prima edizione legale dell'Ulisse di James Joyce dopo il processo in cui il romanzo era stato accusato di oscenità.
Le case editrici statunitensi che fanno parte del gruppo Random House includono: Bantam Books, Dell Publishing, Crown Publishing Group (inclusa la Three Rivers Press), la Doubleday, Alfred A. Knopf, The Random House Audio Publishing Group (audiolibri) e Random House Ventures, Del Rey Manga (Manga in inglese per l'America settentrionale).
La Random House è entrata nel mercato dei dizionari nel 1947 con l'American College Dictionary seguito nel 1966 dalla versione integrale (in inglese: unabridged) del dizionario.

Attualmente (aprile 2009) pubblica il Random House Webster's Unabridged Dictionary (in passato: Random House Dictionary of the English Language) e il Random House Webster's College Dictionary, probabilmente i maggiori competitori dei dizionari della Merriam–Webster (dizionari molto noti; la Merriam–Webster nasce con il lessicografo Noah Webster all'inizio dell'800 e dal 1964 è una controllata dell'Enciclopedia Britannica Inc.).
La nota casa editrice Alfred A. Knopf, Inc. e la Pantheon Books sono state acquisite da Random House rispettivamente nel 1960 e 1961. Continuano a pubblicare con i loro marchi; ad esempio la collana Everyman's Library, ristampe di classici della letteratura.
Random House è il distributore dal 1974 di Shambhala Publications. Il nome della casa editrice, Shambhala, fa riferimento al luogo mitico di pace e armonia. Pubblica infatti testi di misticismo, spiritualità, dottrine orientali, ecc. Tra i suoi autori: Ken Wilber, Fritjof Capra.
Altri marchi editoriali attualmente (aprile 2009) distribuiti sono Rizzoli, i libri di National Geographic, Steerforth Press, Wizards of the Coast, Vertical Books, Welcome Books, The New York Review of Books, Titan Books, Other Press, Hatherleigh Press, North Atlantic Books, Monacelli Press Books e DC Comics.
Nel 1998 il gruppo multimediale tedesco Bertelsmann acquista la Random House che diventa una casa editrice di rilevanza mondiale.

Il gruppo inglese Transworld Publishers, già di proprietà della Bertelsmann, nel 1999 viene fuso nella Random House.
La sede principale statunitense si trova al numero 1745 di Broadway, il noto viale di Manhattan (New York) nel grattacielo Random House Tower completato nel 2003 e che si estende sull'intero lato ovest del caseggiato tra la West 55th Street e la 56th. Le vetrine nell'ingresso contengono scaffali in vetro che arrivano fino al soffitto, riempiti dei libri pubblicati dalla casa editrice con i suoi molti marchi.

## Random House UK

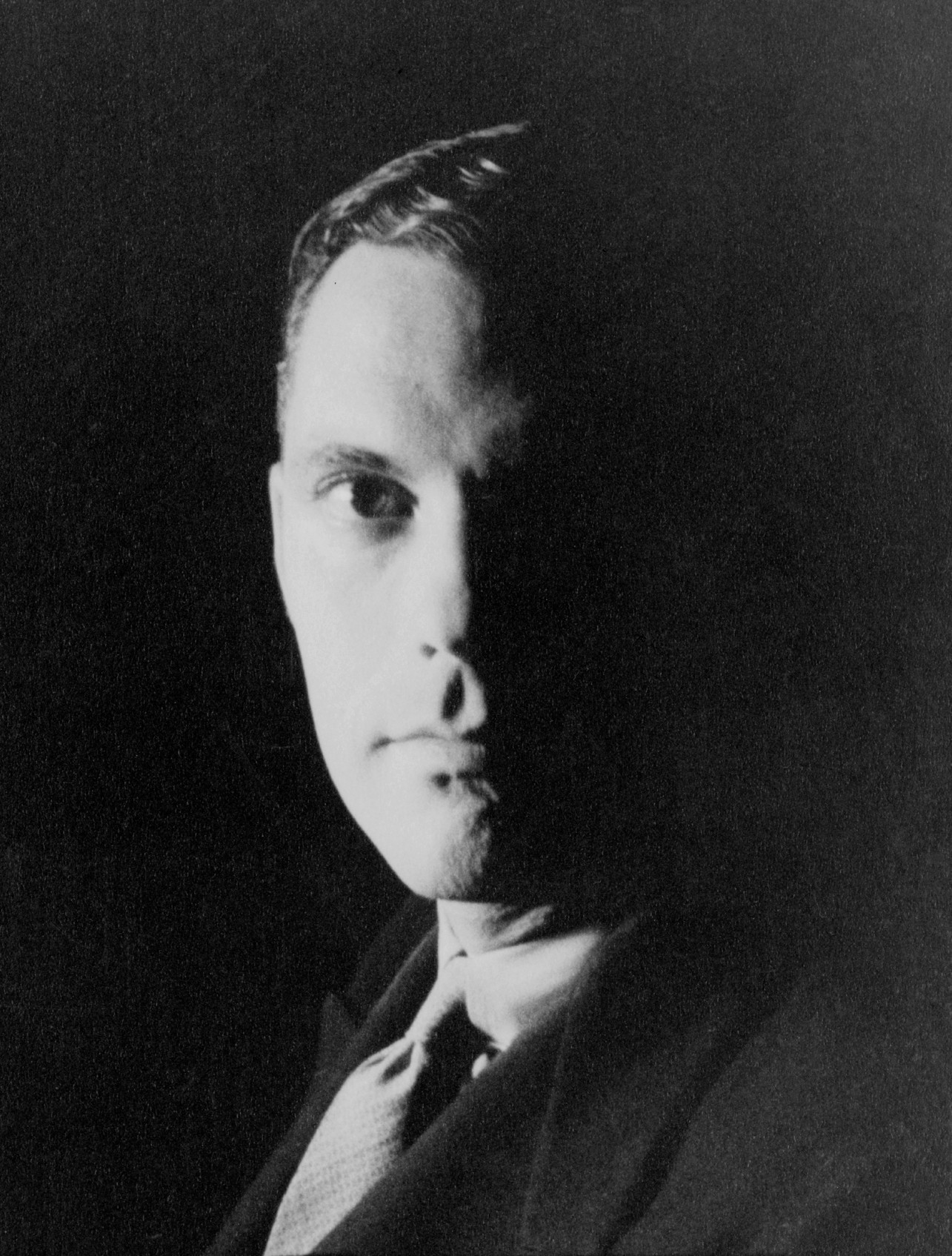
Bennett Cerf in una foto di Carl Van Vechten (25 ottobre 1932)

Il gruppo Random House UK è una delle più grandi imprese editoriali del Regno Unito (Nel 2007 era seconda come fatturato, preceduta da Hachette e seguita da Penguin. Fonte: Nielsen BookScan). La sua sede è a Londra e ha consociate in Australia, Nuova Zelanda e India.
In Sudafrica è presente con una joint venture, di nome Random House Struik, con Struik Publishers, una casa editrice che fa parte del gruppo Avusa. La Avusa tramite la sussidiaria New Holland Publishing SA ha mantenuto il 50,1% della Random House Struik.
La Random House UK comprende sei gruppi editoriali con oltre 40 diversi e noti marchi compresi Jonathan Cape, William Heinemann, Chatto & Windus, Vintage, Corgi, Doubleday, Bantam Press, Virgin Books e Ebury Publishing.

La divisione Ebury Publishing è a sua volta il "marchio ombrello" per altri noti editori:
- Ebury Press
- BBC Books (libri della British Broadcasting Corporation)
- Vermilion
- Rider Books
- Time Out[18]

Le pubblicazioni di Random House nella saggistica comprendono testi di interesse generale e settoriali come libri di cucina, giardinaggio, viaggi, affari. I classici pubblicati superano i 6 000 titoli; per citarne alcuni: le opere di Graham Greene, Iris Murdoch e Virginia Woolf.
La sezione per ragazzi (Random House Children's Books) pubblica molti autori di successo come Philip Pullman e Jacqueline Wilson (premiata con il titolo di Children's Laureate dal 2005 al 2007).
Random House distribuisce oltre ai propri marchi editoriali altre 60 case editrici del Regno Unito.

## Altre filiali internazionali
Verlagsgruppe Random House (Verlag in tedesco significa "casa editrice") come dimensioni è il secondo gruppo editoriale della Germania con 40 marchi editoriali (settembre 2008), incluse case editrici storiche come Goldmann e Heyne. La sede centrale è a Monaco di Baviera.
Random House of Canada è nata nel 1944 come distributore per il Paese della casa madre statunitense.

Con l'acquisto nel 1998 della Random House da parte di Bertelsmann, Doubleday Canada e Bantam Books Canada (già acquisite da Bertelsmann) vengono fuse nella Random House of Canada i cui marchi editoriali includono anche Random House Canada, Knopf Canada, Vintage Canada e Ballantine Canada.

## Altre sedi nel mondo
Random House è presente anche in:
- Australia[22]. Gli uffici sono a Melbourne e a Sydney.
- India[23]. Uffici a Nuova Delhi.
- Nuova Zelanda[24]. Uffici a Glenfield (area urbana di Auckland).
- Sudafrica[25]
- Corea del Sud[26]

## Controllate e collegate
- Anchor Books
- Ballantine Books
- Bantam Books
- BBC Books
- Chatto & Windus
- Corgi
- Del Rey Books[27]
- Dell Publishing
- Doubleday[28]. Doubleday è stata venduta a Bertelsmann nel 1986. Nel 1988 viene assorbita dalla Bantam Doubleday Dell Publishing Group, che a sua volta diventa una divisione della Random House nel 1998.
- Ebury Press
- Everyman Chess. Affermata casa editrice dedicata al gioco degli scacchi nata nel 1998 come Cadogan Chess[29].
- Knopf
- Random House Children's Books[30]
- Strivers Row
- Time Out
- Villard o Villard Books[31] (1983)
- Virgin Books, casa editrice del Virgin Group. Nel marzo 2007 il 90% della Virgin Books è stato ceduto alla Random House UK.
- Waterbrook Press[32]
- Western Publishing Company (in comproprietà con Classic Media)
- Xlibris (Book on demand)

### Random House Mondadori S. A.

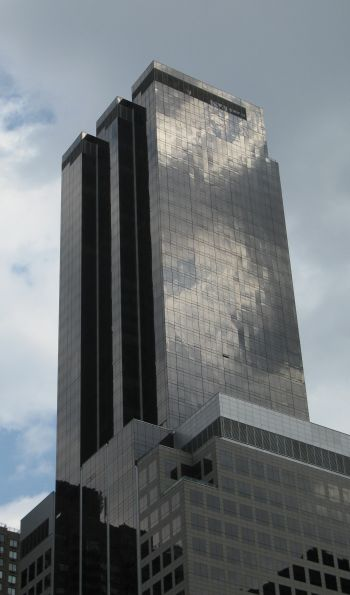
La Random House Tower, New York, sede della casa editrice
(52 piani, 208 metri, architetti: "Skidmore, Owings and Merrill" e Ismael Leyva)

Random House Mondadori S. A. (Grupo Editorial Random House Mondadori) è una joint venture tra Random House e la casa editrice Mondadori (Mondadori e Random House vi partecipano al 50%).

Random House Mondadori è organizzata in tre aree geografiche:
- Spagna
- Argentina, Cile e Uruguay
- Messico, Colombia e Venezuela

Ha sede a Barcellona.

Dal 2001 pubblica i seguenti marchi editoriali: Areté, Caballo de Troya, Beascoa, Debate, DeBolsillo, Collins (dizionari), Electa, Grijalbo, Lumen, Mondadori, Montena, Plaza & Janés, Rosa dels Vents e Sudamericana.

## Marchi editoriali
- Broadway Books. Nata nell'autunno del 1996 pubblica libri di vario genere rilegati e in brossura[35].
- Century Books. Editrice specializzata in geologia, letteratura gialla, psicologia, scienza.
- Del Rey Manga (デルレイ - originale in giapponese). Marchio per le pubblicazioni manga della casa editrice Del Rey Books[36], nato nel maggio 2004. Quest'ultima nel 1977, quando pubblicò  The Sword of Shannara, divenne un marchio della Ballantine Books[36].
- Harvill Secker. Marchio di Random House UK[37]
- Pimlico. Storia, biografie, politica, avventura, filosofia. Marchio di Random House UK[38]
- Rider. Editore inglese nato nel 1908 come William Rider & Son. Marchio di Random House UK[39]
- Vermillion
- Yearling

Per altri marchi vedi la nota.